# Pseudococcus debregeasiae
Pseudococcus debregeasiae är en insektsart som beskrevs av Green 1922. Pseudococcus debregeasiae ingår i släktet Pseudococcus och familjen ullsköldlöss.
Artens utbredningsområde är Sri Lanka. Inga underarter finns listade i Catalogue of Life.